# Venanci Opili
Venanci Opili (floruit 500–534) va ser un polític romà actiu durant el regnat de Teodoric el Gran. Tot i que va ser cònsol com a col·lega menor de l'emperador Justí I el 524, Opili és més conegut com un dels tres homes que Boeci va afirmar en la seva obra, De consolatione philosophiae, que van proporcionar proves de la seva traïció contra el rei Teodoric, un acte que va conduir al seu empresonament i mort de Boeci.

## Biografia
Segons una de les cartes escrites per Cassiodor, Opili era germà de Ciprià i cunyat de Basili; aquest Basili s'identifica habitualment amb el Basili que apareix en dues de les cartes de Cassiodor acusat de practicar màgia negra. Ciprià va ser el referendari que va acusar Boeci de correspondència traïdora amb l'emperador de l'Imperi Romà d'Orient, mentre que Boeci nomena Basili com un altre dels tres testimonis en contra seva.
Boeci al·lega que Opili, juntament amb l'últim dels tres testimonis, Gaudenci, havien estat desterrats per frau per Teodoric i s'havien refugiat a Ravenna, quan tots dos van denunciar Boeci. Tanmateix, John Moorhead ha enumerat diverses fonts que ens donen una visió diferent d'Opili. Va rebre dues cartes de Magnus Fèlix Ennodi, el bisbe de Pavia, que probablement van ser escrites durant la primera dècada del segle VI (Epistulae I.22; V.3); cap de les dues conté res deshonorable sobre Opili. El 524 va ser nomenat cònsol. Va ser l'encarregat, el 526, d'anunciar l'ascens del successor de Teodoric als habitants de Ligúria. Uns anys més tard va ser escollit per acompanyar el patrici Liberi en una ambaixada a Constantinoble. Moorhead assenyala que Opili també sembla que tenia bona reputació a l'església contemporània: el 529 va ser un signatari laic del Segon Concili d'Orange, i el 534 va ser inclòs entre els destinataris d'una circular sobre cristologia distribuïda pel papa Joan II. L'últim element que proporciona Moorhead és una inscripció a Pàdua que suggereix que Opili havia construït diverses esglésies. «Podem, per tant», observa Moorhead, «dir que Opili va viure la vida d'un noble romà típic i va ser acceptat com a tal per Ennòdi, Faust, Liberi, el papa Joan II i el govern ostrogot».
La seva vida després de la seva missió diplomàtica a la cort imperial és desconeguda.